# ジャンボフィギュア
ジャンボフィギュアは、1980年代の半ばにツクダホビーが発売したアニメや映画に登場するキャラクターの組み立てキットのシリーズ名称。

## 概要
本シリーズは、ガレージキットの黎明期に発売された、大手メーカー製のガレージキットというべき性質の製品である。
初期の製品は、PVCの一種の白色の無垢のソフトビニール（以下ソフビ）に近い材質で成形されており、ペーパー掛けなどの加工が難しい等の難点があったが、後期の製品は通常の中空のソフビで作られるようになった。
無垢のソフビ製のもののみを狭義のジャンボフィギュアとする場合も多い。
スケールは1/6が標準であるが、一部1/4から1/5の大型サイズのものも含まれる。また、ジュニアシリーズとして1/12サイズのものも発売された。
一部のソフビ製キットは、塗装済み完成品の形でも発売された。

## ジャンボフィギュアの一覧
以下にシリーズ番号51番までのジャンボフィギュアの一覧を示す。52番以降も製品は発売されているが、44番以降は全て中空のソフビキットあるいは完成品であり、43番までの無垢のキットとは明らかに性格の異なるものとなっている。中空ソフビ製のキットには(S)を付す。
1. ナウシカ （風の谷のナウシカ）1/4
2. エイリアン （エイリアン）1/5 (S)
3. ナウシカ （風の谷のナウシカ）1/6
4. チャム・ファウ （聖戦士ダンバイン）1/1
5. スーパーガール 1/6
6. キャプテン・アメリカ 1/6
7. ラム （うる星やつら）1/6
8. 弁天 （うる星やつら）1/6
9. クラリス・ド・カリオストロ （ルパン三世 カリオストロの城）1/6
10. ルパン三世 （ルパン三世 カリオストロの城）1/6
11. 瞳 （キャッツ・アイ）1/6
12. 愛 （キャッツ・アイ）1/6
13. 泪 （キャッツ・アイ）1/6
14. リン・ミンメイ （超時空要塞マクロス 愛・おぼえていますか）1/6
15. マシュマロマン （ゴーストバスターズ）1/90 (S)
16. テラードッグ （ゴーストバスターズ）1/6 (S)
17. サクラ （うる星やつら）1/6
18. お雪 （うる星やつら）1/6
19. 半魚人 （GILLMAN）（大アマゾンの半魚人）1/5 (S)
20. メタルーナ・ミュータント （宇宙水爆戦）1/5 (S)
21. ラン （うる星やつら）1/6
22. ラム・セーラー服 （うる星やつら）1/6
23. 峰不二子 （ルパン三世 カリオストロの城）1/6
24. 小山田マキ （ルパン三世）1/6
25. リリス・ファウ （重戦機エルガイム）1/1
26. ガウ・ハ・レッシィ （重戦機エルガイム）1/6
27. 朝霧陽子 （幻夢戦記レダ）1/6
28. マミ （魔法の天使クリィミーマミ）1/6
29. シーラ・ラパーナ （聖戦士ダンバイン）1/6
30. 早瀬未沙 （超時空要塞マクロス 愛・おぼえていますか）1/6
31. 時祭イブ （メガゾーン23）1/6
32. 森沢優 （魔法の天使クリィミーマミ）1/6
33. クラマ姫 （うる星やつら）1/6
34. ラム （うる星やつら）1/4 (S)
35. 三宅しのぶ （うる星やつら）1/6
36. 高中由唯 （メガゾーン23）1/6
37. セイラ・マス （機動戦士ガンダム）1/6
38. フランケンシュタインの怪物 1/5 (S)
39. ミイラ男 1/5 (S)
40. 狼男 1/5 (S)
41. 夢叶舞 （メガゾーン23）1/6
42. ラーラ （うる星やつら3）1/6
43. 水乃小路飛鳥 （うる星やつら）1/6
44. ターミネーター 1/6 (S)
45. 音無響子 （めぞん一刻）1/4 (S)
46. パズー （天空の城ラピュタ）1/6 (S)
47. シータ （天空の城ラピュタ）1/6 (S)
48. 音無響子 （めぞん一刻）1/6 (S)
49. キングコング （キングコング2） (S)
50. バットマン 1/6 (S)
51. ミンキーモモ （魔法のプリンセス ミンキーモモ）1/6 (S)

R ファンドラ （夢次元ハンターファンドラ）1/6 （シリーズ番号なし。レジンキャストキット）